# 重光帝
重光帝（越南语：／，？—1414年）名陳季擴（越南语：／），是越南後陳朝的第二位君主。1409年至1413年在位。

## 生平
重光帝是陳朝宗室莊定王陳𩖃的兒子，陳𩖃則是陳朝皇帝陳藝宗的兒子。1407年，簡定帝起兵反明，封陳季擴為侍中。1409年，簡定帝聽信了阮夢莊的讒言，殺死了大將鄧悉和阮景真。鄧悉之子鄧容和阮景真之子阮景異，因父親無故被殺而憤憤不平，率軍來到清化，迎陳季擴至乂安。農曆三月十七日（1409年4月2日），陳季擴在支羅縣（在今越南河靜省）被擁立為帝，封阮帥為太傅，阮景異為太保，鄧容為同平章事，阮章為司馬。
當時簡定帝正在御天城與明軍對陣，重光帝派遣阮帥襲破該城，俘虜了簡定帝。簡定帝的太后與行遣黎截、黎元鼎等人，圖謀在渴江襲擊重光帝，被重光帝發覺，將黎截、黎元鼎處死。簡定帝被押解到了乂安，重光帝尊之為太上皇。仍與其一致對抗明軍，二人分兵行動，簡定上皇進軍下洪，重光帝領軍至平灘。
同年下半年明朝遣張輔前往討伐，水陸並進，從黃江、阿江、大安海口、福成江轉入神投海口，一路勢如破竹，抵達清化。簡定帝逃往演州，不久被擒。重光帝與張輔戰於平灘，亦敗，命鄧容守鹹子關，隊伍返回乂安。
第二年開始（1410年）重光帝雖得到一些本地人起兵相應，卻多是散兵遊勇，仍不能與張輔的勢力抗衡。明軍於1413年攻陷清化，重光帝與鄧容、阮景異、阮帥、阮表等先後被俘。次年，重光帝在被明軍解送燕京的途中投水自盡，阮帥也投水殉死。

## 評價
《大越史记全书》：「帝遭時板蕩，勵志圖回，天不祐陳，飲恨以死，悲夫」、「重光帝以一旅之眾，圖復國於板蕩流離之餘，譬猶以一木支大厦於旣傾之後，豈不知其勢之不回也哉，姑盡其所當爲，庶天命可回也。至於賊俘虜以歸，義不受辱，甘赴水死，與國俱亡，國君死社稷，帝其以之」

## 妻子
陳季擴之妻姓名不详，《大越史记全书》称之为重光妃，1409年三月，陳季擴称帝，五月，重光妃殂。陳季擴没有册封和追封她为皇后。